# Ian Clarke
Pour les articles homonymes, voir Ian Clarke (homonymie) et Clark.

a Compétitions nationales et continentales officielles uniquement.

b Matchs officiels uniquement.
Dernière mise à jour le 20 mai 2025.
Ian Clarke, né le 5 mars 1931 à Kaponga (Nouvelle-Zélande) et décédé le 29 juin 1997 à Morrinsville (Nouvelle-Zélande), était un joueur de rugby à XV qui a joué avec l'équipe de Nouvelle-Zélande. Il évoluait au poste de pilier (1,79 m pour 96 kg). 

## Carrière
Ian Clarke dispute son premier test match avec l'équipe de Nouvelle-Zélande  le 19 décembre 1953, à l'occasion d'un match contre l'équipe du pays de Galles. Il dispute son dernier test match contre l'équipe d'Angleterre le 1er juin 1963. 

## Palmarès
- Nombre de test matchs avec les Blacks : 24 (3 fois capitaine)
- Nombre total de matchs avec les Blacks : 83 (12 fois comme capitaine)
- Test matchs par année : 1 en 1953, 3 en 1955, 4 en 1956, 2 en 1957, 2 en 1958, 2 en 1959, 2 en 1960, 3 en 1961, 3 en 1962, 2 en 1963